# PornoTube
PornoTube ist ein Online-Videoportal, das ausschließlich erotische und pornografische Inhalte anbietet. Anfangs waren die Dienste kostenlos, mittlerweile muss man aber eine Mitgliedschaft abschließen, um den vollen Umfang der Seite nutzen zu können. Betreiber von PornoTube ist ein Internetdienstanbieter in Charlotte in North Carolina (USA), der das Webhosting für sein Webportal auch von dort aus betreibt. Eigentümer der Webadresse pornotube.com ist die Firma Adult Entertainment Broadcast Network (AEBN), nach eigenen Angaben der weltweit größte Internetanbieter für Video-on-Demand und ein Pionier der Micropayment-Anwendung („pay-per-minute“).

## Geschichte
Das Portal wurde im Februar 2006 gegründet. Grundkonzept war, dass es jeder (erwachsenen) Person möglich sein sollte, kostenlos Video-Clips, Bilder und Audiodateien mit erotischem und/oder pornografischem Inhalt anzusehen und hochzuladen. Mittels eines Filters lassen sich die angezeigten Medien nach heterosexuellen und homosexuellen Inhalten sowie Sexualpraktiken aufschlüsseln und sortieren. Neuartiges Konzept war, dass die Nutzer nicht nur in der passiven Betrachterrolle verblieben, sondern sich wie bei YouTube beteiligen konnten. Schon kurz nach dem Start des Portals wurden ähnliche Portale gegründet.
2006 konnte PornoTube ein 1.200-prozentiges Wachstum der Klickzahlen verbuchen. Die Website gehörte bereits 2007 nach der (umstrittenen und nicht repräsentativ erhobenen) Rangliste von Alexa.com zu den 200 meistbesuchten Websites weltweit (Mitte Oktober 2007 = Rang 169). Laut einem Artikel im Magazin Max vom August 2007 wurde Pornotube damals 14 Millionen Mal am Tag angeklickt, jeder 50. Besucher stammte aus Deutschland oder Österreich.

## Rezeption in den Medien
Bereits kurz nach dem Start wurde PornoTube in der online-Ausgabe des US-Magazin T3, einem Hochglanzmagazin mit dem selbstgenannten Schwerpunkt technischer Spielereien (gadget), in der täglichen Kolumne am 30. November 2006, die mit „Die wichtigste Adresse im Internet“ (The most important site on the Internet) betitelt war, als möglicherweise wichtigste Adresse im Internet („The crazy thing is, PornoTube may be the most important site on the Internet at this moment“) bezeichnet.
Einen umfassenden Bekanntheitsgrad außerhalb der Pornoszene erhielt PornoTube, als dort ein angebliches Sexvideo von Britney Spears und ihrem damaligen Partner Kevin Federline auftauchte, was eine weltweite Berichterstattung in Massenmedien zur Folge hatte.

## Kritik
In die Kritik geriet das Portal durch die Tatsache, dass keine effektive Alterskontrolle stattfindet, sondern lediglich das Alter abgefragt wird. Der Verband der Videothekare (IVD) forderte deshalb im Juli 2007 die Kommission für Jugendmedienschutz auf, diese und ähnliche Seiten für deutsche Benutzer des Internets sperren zu lassen.